# Язлык
Язлык (тур. Yazlık до 1923 года — Ливера́ греч. Λιβερά) — деревня, находящаяся в 5 км от города Мачка и в 33 км от Трабзона в Турции.

## История
В 1515 году в деревне было 65 хозяйств и 333 человека населения (в 1533 году — 86 хозяйств и 440 человек населения). В 1850 году зарегистрировано 200 домохозяйств и 750 жителей.
В 1453 году деревне родилась Гюльбахар-хатун — шестая жена османского султана Баязида II и предполагаемая мать Селима Явуза.
До Второй греко-турецкой войны (1919—1922) и принудительного обмена населением в 1923 году, в деревне проживало 800—1000 человек православного греческого населения. Деревня была разделена на три церковных прихода — Фалена, Сагксеной и Ливера. Были построены две православные церкви (в центре находился храм Святого Георгия) и несколько православных часовен. В деревне действовала школа, которую посещали 200 учеников.
Основное занятие местных жителей — земледелие.